# Chalcoecia gloria
Chalcoecia gloria là một loài bướm đêm trong họ Noctuidae.